# Atlas Entertainment
Atlas Entertainment é uma empresa de financiamento e produção cinematográfica americana, estabelecida em 1995 por Charles Roven e Dawn Steel. 

## História
Em 1990, Charles Roven e seu parceiro Bob Cavallo uniram-se para fundar a Roven/Cavallo Entertainment. Paralelamente, Dawn Steel, esposa de Charles Roven e ex-funcionária da Columbia Pictures, estabeleceu a Steel Pictures e firmou um contrato com o Walt Disney Studios para a produção de longas-metragens.
Em 1995, ocorreu a fusão entre a Roven/Cavallo Entertainment e a Steel Pictures, resultando na criação de uma nova entidade denominada Atlas Entertainment. Nesse período, a Atlas Entertainment também firmou um contrato exclusivo para a produção de longas-metragens com a Turner Pictures.
No ano de 1997, Bob Cavallo decidiu deixar a Atlas Entertainment para se juntar aos quadros do Walt Disney Studios. No mesmo ano, ocorreu o falecimento de Dawn Steel, que atuava como gerente da empresa.
Em 29 de julho de 1999, a Atlas Entertainment foi fundida com a Gold/Miller Management, culminando na criação do Mosaic Media Group.
Em 2008, Charles Roven optou por encerrar sua parceria com o Mosaic Media Group e relançou a Atlas Entertainment, estabelecendo um acordo inicial com a Sony Pictures.
Em 6 de maio de 2014, a Atlas Entertainment promoveu Curt Kanemoto de executivo de produção para vice-presidente de produção, somando-se a Andy Horwitz e Jake Kurily. Além disso, Topher Rhys-Lawrence foi promovido de primeiro assistente a executivo de criação, juntando-se a Rebecca Roven e Dan Wiedenhaupt. Patrick Blood, que era executivo da Atlas, também foi promovido para o cargo de vice-presidente de assuntos jurídicos e comerciais.
Em dezembro de 2014, a Atlas deu início à sua subsidiária, uma empresa de gestão denominada Atlas Artists, a qual foi liderada por Dave Fleming.
Charles Roven e Richard Suckle atuaram como produtores do filme "American Hustle" de 2013, o qual rendeu indicações ao Oscar de Melhor Filme para ambos os produtores. Além disso, o episódio intitulado "Mentally Divergent" da série "12 Monkeys" também recebeu uma indicação no Cinematography Awards.
A Atlas Entertainment também esteve envolvida na produção de diversos outros filmes, como "The Whole Truth," em colaboração com Suckle, e "Warcraft" (lançado em 10 de junho de 2016) e "Batman v Superman: Dawn of Justice" (lançado em 25 de março de 2016), em parceria com Roven. Adicionalmente, a empresa participou da produção de "Uncharted," em conjunto com a Arad Productions.

## Filmes
- 1995 - Angus
- 1995 - 12 Monkeys
- 1996 - The Hamster Factor and Other Tales of Twelve Monkeys
- 1998 - Fallen
- 1998 - City of Angels
- 1999 - Three Kings
- 2002 - Rollerball
- 2002 - Scobby-Doo
- 2004 - The Sex Side of Low Budget Films
- 2005 - The Brothers Grimm
- 2006 - Idlewild
- 2007 - Live!
- 2007 - Tamagotchi: o filme (cancelled)
- 2008 - The Bank Job
- 2008 - Get Smart
- 2009 - The International
- 2010 - The Reef
- 2010 - Scooby-Doo! Curse of the Lake Monster
- 2011 - Caça as bruxas
- 2013 - American Hustle
- 2015 - The Whole Truth
- 2015 - The Scoop
- 2016 - The Great Wall
- 2016 - Warcraft
- 2016 - Batman v Superman: Dawn of Justice
- 2016 - Esquadrão Suicida
- 2017 - Mulher Maravilha
- 2017 - Liga da Justiça
- 2020 - Scoob!
- 2023 - The Flash